# Retinális ganglionsejt

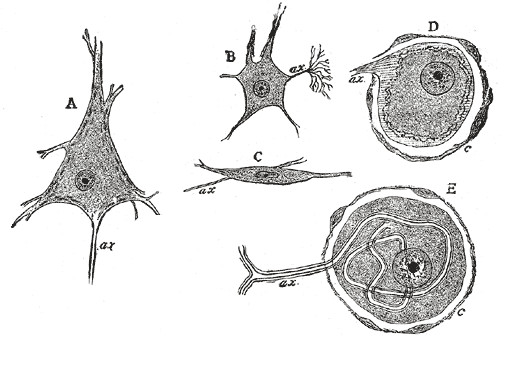
Különféle idegsjetek. A. Piramis sejt. B. Kis multipoláris sejt. C. Kis fusiform sejt. D és E. ganglion sejt.

A retinális ganglionsejtek a szemben a retinán található idegsejtek, melyek többsége a fotoreceptorokkal ellentétben nem a fényt alakítja át idegi jellé, hanem azt az információt dolgozzák fel, amit a gyűjtősejtek a fotoreceptoroktól kapnak. Az emberi szem mintegy egymillió retinális ganglionsejtet tartalmaz.

## Receptív mező
A ganglionsejtek többsége koncentrikus receptív mezővel rendelkezik. A sejt receptív mezője az a retinaterület, melyen belül a sejt aktivitását befolyásolni lehet. A ganglionsejt központi és környéki része ellentétes módon válaszol a megvilágító fényre: az egyik területen a sejt a fény növekedésére válaszol (be-válasz), a másik terület pedig a fény csökkenésére (ki-válasz). Ugyanaz a fénypont tehát ellentétes hatást vált ki attól függően, hogy a sejt központi vagy környéki részét világítja meg.

## Típusai
A retinális ganglionsejtek be- és ki-típus, valamint a receptív mező mérete alapján csoportosíthatók, illetve különbséget tehetünk M- és P-sejtek között.
- Be- és ki-típusú ganglionsejtek

A retinán körülbelül ugyanannyi be- és ki-központú ganglionsejt található, melyek receptív mezői átfedik egymást, így az egész retinát lefedik.
- Receptív mező mérete

A ganglionsejtek receptív mezőjének mérete attól függ, hol helyezkednek el a retinán. A retina központjától távolodva nő a ganglionsejtek receptív mezőjének mérete, és az egyes retinális területeken belül további méretkülönbségek is előfordulhatnak. A kis receptív mezővel rendelkező sejtek kis tárgyakra válaszolnak a legjobban, míg a nagy receptív mezővel rendelkezők a nagy méretű tárgyakat részesítik előnyben.
- P és M típusú sejtek

Az M-sejtek teszik ki a főemlősök ganglionsejtjeinek tíz százalékát. Nagy méretűek, axonjuk is vastagabb, mint a P-sejteké, így az impulzusai gyorsabban jutnak el az agyhoz. A receptív mező központi és környéki részének kis megvilágításbeli eltérésére is válaszolnak, ezért fontos szerepük van az alacsony kontrasztú tárgyak észlelésében – például, amikor sötétszürke betűt nézünk világosszürke háttér előtt. Gyorsan felvillanó ingerekre is élénk reakciót mutatnak, a megvilágító fény színének azonban nincs hatása a sejtre. Az M-sejtek által szállított információt elsősorban dorzális rendszer dolgozza fel.
A főemlősök ganglionsejtjeinek nyolcvan százaléka kis méretű P-sejt, mely kis receptív mezővel rendelkezik, így a kis méretű tárgyakra válaszol a legjobban. A nagy kontrasztú tárgyak észlelésében játszanak szerepet, és élénk reakciót mutatnak, ha a receptív mezőjüket egy bizonyos színű fény, például vörös, éri. A P-sejtek által szállított információt elsősorban ventrális rendszer dolgozza fel.
- Fotoszenzitív retinális ganglionsejtek

A fotoszenzitív retinális ganglionsejtek a szuprakiazmatikus magba (SCN) vezetnek a retinohipotalamikus pályán (RHT) keresztül, így segítve a cirkadián ritmus fenntartását – akár csapok és pálcikák jelenléte nélkül is.